# The Beta Band
The Beta Band es un grupo musical escocés formado en 1996, que ganó la aclamación de la crítica y logró ser considerada como una banda de culto, pero que sin embargo, no tuvo un gran impacto comercial en la industria de la música actual. Su estilo se define como folk hop, una mezcla de folk, rock, trip hop y música experimental.

## Historia
The Beta Band se formó en 1996 en Edimburgo por los músicos Steve Mason (vocales, guitarra) y Gordon Anderson. Ambos tenían planeado llamar a su grupo The Pidgeons, pero después cambiaron de idea. Mientras componían juntos canciones para su EP de debut, Champion Versions, se unieron Robin Jones (batería) y John Macclean (Dj, mesa de mezclas, teclados). Steve Duffield era el bajista original pero abandonó el grupo poco después de grabar el Champions Versions EP. No mucho después de firmar con Regal/Parlophone, Anderson enfermó y decidió dejar la banda. Más tarde el produciría discos bajo el nombre de Lone Pidgeon. Los miembros restantes se juntaron con el inglés Richard Grentree (bajo) y consolidaron su formación.
Champion versions salió en julio de 1997 con éxito de crítica no sólo para su música sino también para el innovador diseño de la portada del disco (obra de John Maclean). Dos EP más le siguieron en 1998: The Patty Patty Sound en marzo y Los Amigos del Beta Bandidos en julio.
Todos los EP fueron objeto de críticas generales de elogio, y los tres aparecieron en la colección, apropiadamente titulada, The Three EP, en septiembre de 1998.
El grupo comenzó pronto a trabajar en su ambicioso primer disco de estudio, tomando inspiraciones tan diversas como el reggae jamaicano, la película de Disney The Black Hole y el Total Eclipse of Heart, de Bonnie Tyler. El disco, titulado simplemente The Beta Band, salió el 21 de junio de 1999.
El primer corte, The Beta Band Rap, se encargaba de contar la historia pasada del grupo alternando pop burbujeante, rap y rockabilly en la composición de las canciones. Este eclecticismo era representativo del resto del disco, que fue claramente percibido más diverso estilísticamente que los EP iniciales. La prensa se volvió decididamente negativa cuando el grupo mostró su desprecio por el disco. Ellos denunciaron que los plazos irrazonables de Regal y los altos presupuestos les hacían pulir sus improvisaciones en canciones coherentes. A pesar de esto, varias de estas canciones están entre los trabajos más grandes del grupo, a saber, Broken Up a Ding Dong (usada después en la película Igby Goes Down), The Cow´s Wrong y la épica The Hard One.
Sin embargo, el álbum generalmente no fue tan bien recibido como los anteriores EP, y el grupo volvió al estudio a probar algo. El resultado de esa sesión fue el doble sencillo To You Alone/Sequinsizer, lanzado el 24 de enero de 2000. A principios de agosto del año anterior, Mason había discutido la posibilidad de lanzar las canciones como un sencillo y había animado a los fanes a presionar a Regal para el lanzamiento. El New Musical Express lo nombró su sencillo de la semana, y más tarde lo incluiría entre los 50 singles del 2000 en sus premios de finales de año. To You Alone, también se incluyó en la banda sonora del remake del 2000 de la serie Randall and Hopkirk (Deceased), lanzada en marzo.
Aunque un perfil más alto de exposición a las bandas sonoras le seguiría, con la música del grupo sonando claramente en una escena de la película High Fidelity (basada en la novela de Nick Hornby del mismo nombre), estrenada a finales de marzo de 2000 en los Estados Unidos y en julio en el Reino Unido. En la película, un propietario de una tienda de discos, interpretado por John Cusack nombra al grupo por el nombre ("Ahora venderé 5 copias de The Three EP de The Beta Band") y toca un minuto de la canción Dry the Rain. Esto expuso al grupo a un sector más amplio de nuevos oyentes, sobre todo en Estados Unidos, donde el perfil de la banda había sido previamente delimitado como inexistente.
A eso le siguió un periodo de descanso, durante el cual Mason lanzó su segundo EP con King Biscuit Time. El grupo volvió gradualmente al estudio, reclutando al famoso productor inglés Colin Emmanuel, más conocido como C-Swing, para supervisar el proceso. El disco, Hot Shots II, salió en verano de 2001 y fue cálidamente recibido tanto por los críticos como por los fanes. Cambió gran parte de la experimentación del primer disco por una más reducida estructura pop y ganchos. El grupo originalmente había intentado lanzar Square (b/w Won) como primer sencillo- se rodó un video y se lanzaron discos promocionales -pero cuando se supo que otro sencillo (Daydream in Blue de I Monster)que contenía un sample de la misma canción oculta de Gunter Kallman Choir iba a ser lanzado al mismo tiempo, el grupo optó por lanzar Broke en su lugar. Otros dos singles se extrajeron del disco: Human Being en octubre de 2001 y Squares en febrero de 2002 (con la versión de I Monster fuera de las listas de ventas).El grupo se embarcó en una larga gira para promocionar el disco. En agosto de 2002, ellos mismos hicieron una lista en la revista Q sobre "los 50 grupos para ver antes de morir".
El grupo empezó las sesiones de demos para su tercer disco en septiembre de 2002. Entraron al estudio con el productor Tom Rothrock en 2003 y se encargaron de terminar un número de canciones. Sin embargo, el grupo no estaba contento con los resultados y tampoco lo estaban los ejecutivos de Regal.
Así que fue el propio grupo quien se produjo el disco. El afamado productor Nigel Godrich fue llamado para mezclar el disco, que finalmente se terminó a principios de 2004. El primer sencillo, Assessment, salió el 12 de abril de 2004, seguido del disco Heroes to Zeros el 26 de abril. Un segundo sencillo, Out-Side, le siguió en julio. Para sorpresa de muchos fanes, el grupo anunció su separación en su web oficial el 2 de agosto de 2004. En noviembre, tocaron en el Summer Sundae festival y empezaron una gira de despedida. Su última actuación fue en el Liquid Rooms venue de Edimburgo el 5 de diciembre de 2004.
El 3 de octubre de 2005, el grupo lanzó un DVD doble, The Best of The Beta Band - Film, que incluía muchos de los videos del grupo y una selección de cortos, material televisivo, documentales y así como cuatro canciones grabadas en directo en el Shepherds Bush Empire el 29 de noviembre de 2004, una de las últimas actuaciones del grupo. También lanzaron el mismo día un disco doble, The Best of The Beta Band - Music, comprendiendo un disco de recopilación de grabaciones de estudio y otro con el concierto de Shepherds Bush.
Tras la separación, Steve Mason sigue con su proyecto en solitario King Biscuit Time, mientras que Robin Jones y John Maclean han formado The Aliens con Gordon Anderson de Lone Pidgeon. Richard Greentree también colabora con Robin Jones en The General and Duchess Collins.
En marzo de 2025, anunciaron el regreso con todos los integrantes originales y una próxima gira reunión.

## Discografía
EP
- Champion Versions (1997)

- The Patty Patty Sound (1998)

- Los Amigos del Beta Bandidos (1998)

Discos
- The Beta Band (1999) - #18 UK

- Hot Shots II (2001) - #13 UK,#200 US

- Heroes to Zeros (2004) - #18 UK

Recopilatorios
- The Three E.P.'s (1998) - #35 UK

- The Best of The Beta Band - Music (2005)

Sencillos
- To You Alone/Sequinsizer (enero de 2000)

- Broke/Won (julio de 2001) - #30 UK

- Human Being (octubre de 2001) - #41 UK

- Squares (febrero de 2002) - #42 UK

- Assessment (abril de 2004) - #51 UK

- Out-Side (julio de 2004)

Vídeos musicales
- The Best of The Beta Band - Film (DVD) (2005)